# Амэйстроаи, Мэдэлина
Мэдэлина Амэйстроаи (рум. Mădălina Amăistroaie; род. 9 декабря 2002, Сучава) — румынская лучница, выступающая в соревнованиях в стрельбе из олимпийского лука. Участница Олимпийских игр 2020 года.

## Биография
Мэдэлина Амэйстроаи родилась 9 декабря 2002 года.

## Карьера
Мэдэлина Амэйстроаи начала заниматься стрельбой из лука в 2014 году.
В 2019 году Амэйстроаи приняла участие на этапах Кубка мира в Анталии, где проиграла уже в первом раунде, и в Анталии, где выступила в двух дисциплинах. В смешанном командном турнире румынская лучница выбыла из борьбы за медали на стадии 1/16 финала, а в индивидуальном первенстве — в 1/32 финала. В том же году Мэдэлина Амэйстроаи участвовала на первом для себя чемпионате мира, который прошёл в Хертогенбосе. Её результат 626 очков в рейтинговом раунде оказался лишь 81-м, но она попала в основную сетку, однако уже в первом матче проиграла польской лучнице Сильвии Зызанской.
На первом этапе Кубка мира в Гватемале Мэдэлина заняла четвёртое место. Несмотря на 20-е место в квалификационном раунде, она уверенно прошла первые раунды, что международной федерацией стрельбы из лука было названо «неожиданным» результатом. Несмотря на это, она не сумела победить в полуфинале Маккензи Браун из США, уступив в перестрелке, и затем проиграла в матче за бронзу.
На Олимпийские игры 2020 года, перенесённые из-за пандемии коронавируса на год и ставшие для Мэдэлины Амэйстроаи первыми, она попала по итогам квалификационного отбора в Париже в 2021 году, на котором заняла первое место. В Токио румынка набрала 634 очка и заняла 37-е место в рейтинговом раунде. В первом раунде женского индивидуального первенства Мэдэлина Амэйстроаи попала на Лун Сяоцин из Китая и проиграла со счётом 2:6.